# ناحوم ستيلماخ
ناحوم ستيلماخ (بالعبرية: נחום סטלמך‏)، من مواليد 19 يوليو 1936 في بتاح تكفا في إسرائيل وتوفي في 27 مارس 1999، لاعب كرة قدم إسرائيلي سابق.
و قد لعب مع نادي هابويل بتاح تكفا.
و قد لعب مع منتخب إسرائيل لكرة القدم في 53 مباراة وسجل 22 هدف.

## مسيرته الكروية
لعب ناحوم ستيلماخ خلال مسيرته الاحترافية مع ناديين في ثمانية عشر موسمًا وسجل خلالها 158 هدف ضمن 367 مباراة. حيث فاز في موسم واحد بالكأس وفي ستة مواسم بالدوري.
خاض ناحوم ستيلماخ مسيرته مع هبوعيل بتاح تكفا ‏ في موسم 1951–52 ليلعب معه سبعة عشر موسمًا، مشاركًا في 349 مباراة سجل خلالها 154 هدف. ثم انتقل إلى نادي بني يهودا تل أبيب في موسم 1969–70 لمدة موسم واحد، حيث شارك في 18 مباراة سجل خلالها 4 أهداف.

## روابط خارجية
- ناحوم ستيلماخ على موقع قاعدة بيانات كرة القدم.إي يو (الإنجليزية)
- ناحوم ستيلماخ على موقع ناشيونال فوتبول تيمز (الإنجليزية)